# ابن ملهم
مَكِيْنُ الدَّوْلَةِ الحَسَنُ بنُ عَلِيٍّ بْنِ مُلْهِمٍ بْنِ دِيْنَارٍ العُقَيْلِيُّ (النشاط: 1053.م–1062.م) مَعروف بتسميَة ابْنُ مُلْهِمٍ، كان قائدًا فاطميًّا وهو فَاتِح إفريقيَّة وزعِيم الحَملة العَسكريَّة الفاطميَّة في المغرب الأدنى، ورَئيس البعثَات الاستِكشافيَّة فِي سوريَّة. شغل كذلكَ منصب أَمِير حلَب منذ 1058م حتّى 1060م والحَاكم العسكريّ لجند الأردن في 1062 للمِيلاد.

## نسبه وسيرته
ينتمي ابن ملهم إلى قبيلة بني عقيل العربية. أقامت القبيلة موطناً لها في السهوب السورية من حوران في الجنوب إلى وادي الفرات في الشمال خلال فترة القرامطة في أواخر القرن التاسع الميلادي. شغل جد ابن ملهم وهو ملهم بن دينار منصب حاكم منطقتي حوران والبطانية في جند دمشق في عهد أبو المسك كافور قائد الأخشيديين في مصر. أما عم ابن ملهم وهو أبو القيس حميد بن ملهم فقد شغل فيما بعد منصب حاكم جند دمشق في عام 1009 للميلاد وذلك في عهد الخليفة الفاطمي الحاكم بأمر الله.

## غزو الفاطميين لإفريقية
دخل ابن ملهم العقيلي في خدمة الفاطميين وأرسله الوزير أبو محمد اليزوري لغزو إفريقية من حاكمها الزيري المعز بن باديس. كان الوزير قد شجع مسبقًا عشائر بني هلال الرحل في رياح وزغبة على غزو الأراضي الزيرية مما دفع ابن باديس لشن هجوم مضاد هُزمت فيه قواته في معركة حيدران. تنازعت العشائر الهلالية على الغنائم ليتم إرسال ابن ملهم لتسوية الخلاف. فاستطاع الأخير تسخير محاربيهم البدو لمحاصرة القيروان، العاصمة الزيرية. ومع حصار ابن باديس في القيروان، شرع ابن ملهم في غزو بقية المنطقة والاستيلاء على قابس ومعظم الريف الإفريقي. ليعود ابن ملهم إلى القاهرة حاملاً معه عددًا من النبلاء الإفريقيين المستعدين لتقديم ولائهم للخليفة الفاطمي المستنصر بالله بالإضافة إلى نصيب الخليفة من غنيمة حيدران. وقد تم استقباله بأبهة وتكريم.

## حكم حلب والأردن
في العام 1055 الميلادي تم إرسال ابن ملهم في رحلة استكشافية ضد أراضي الإمبراطورية البيزنطية في الشريط الساحلي الشمالي لسوريا بالقرب من أنطاكية. جاء ذلك ردًا على رفض الإمبراطورة البيزنطية ثيودورا طلب مصر بالحبوب وسط نقص حاد. إلا أن البحرية البيزنطية تصدت للجيش الفاطمي ليؤدي ذلك إلى أسر ابن ملهم. أما بعد وفاة تيودورا في 1056 تجدد التحالف البيزنطي مع الفاطميين ليتم إطلاق سراح ابن ملهم.
استأنف ابن ملهم العقيلي قيادة الجيش الفاطمي في شمال سوريا وتولى حكم حلب عام 1058 بعد أن وافق أميرها المرداسي ثيمال بن صالح على استبدالها بولايتي بيروت وعكا.

## قيادة بقية الشام
أعيدت حلب إلى ثيمال عام 1060، وانتقل حكم الأخير على عكا إلى ابن ملهم. كما عين كذلك حاكما على طبريا. وقد شغل كذلك منصب الحاكم العسكري لجند الأردن.